# Semiothisa bruni
Semiothisa bruni är en fjärilsart som beskrevs av Claude Herbulot 1985. Semiothisa bruni ingår i släktet Semiothisa och familjen mätare. Inga underarter finns listade i Catalogue of Life.